# Bakchus
Bakchus, również Bachus – imię męskie pochodzenia greckiego, od Βάκχος (Bakchos). Pochodzi od imienia greckiego i rzymskiego boga Bachusa (Dionizosa), a jego patronem w Kościele katolickim jest św. Bakchus, wspominany razem ze św. Sergiuszem (III wiek) i św. Bachus (VIII wiek).
Bakchus, Bachus imieniny obchodzi 7 października i 15 grudnia.